# Abbazia di Crossraguel
L'abbazia di Santa Maria di Crossraguel è costituita dalle rovine di una abbazia che si trovava vicino alla città di Maybole, nel South Ayrshire, in Scozia.

## Fondazione
L'abbazia fu fondata nel 1244 da Donnchadh, conte di Carrick, in seguito a una precedente donazione del 1225, ai monaci della Abbazia di Paisley fatta a questo scopo. I monaci ritennero sufficiente costruire niente più che una semplice cappella e tennero per sé quanto rimaneva. Il conte sollevò il caso per un arbitrato davanti al vescovo di Glasgow e, avendo vinto la causa, obbligò i monaci a costruire una vera e propria abbazia.

## Nome
L'origine del nome non è chiara ma potrebbe riferirsi all'antica Croce di Riaghail (il santo Regolo, legato alla legenda di S, Andrea) che si trovava nel posto. Crossraguel fu un'abbazia cluniacense ed i monaci - membri di un ramo dei Benedettini - erano conosciuti come "Monaci Neri" dal colore del loro abbigliamento.
Crossraguel fu saccheggiata nel 1307 da un esercito di Edoardo I. Fu ricostruita in dimensioni più ampie e rimase un monastero fino al 1560, quando la Riforma pose fine alle istituzioni monastiche in Scozia. Alcune pietre sono state rimosse per usarle in edifici locali, ma le rovine dell'abbazia rimangono uno degli edifici religiosi medievali più completi tra quelli che sopravvivono in Scozia. Il sito è gestito da Historic Scotland ed è visitabile a pagamento.